# Unus mundus
Unus mundus, lat. „Jeden svět“, je pojem, který odkazuje na základní jednotu reality, ze které vše vzniká a zase se do ní vrací.
Tento termín použil poprvé v 16. století Gerhard Dorn, žák slavného alchymisty Paracelsa. Koncept „jednoty světa“ zpopularizoval později především švýcarský psychoanalytik Carl Gustav Jung.
Jungovy koncepce archetypu a synchronicity jsou spojeny s představou „Jednoho světa“, protože archetyp je výrazem jednoty světa, synchronicity či „smysluplné náhody“, což je dáno tím, že pozorovatel i související akce v podstatě pramení ze stejného zdroje - Jednoho světa.